# Symbolistis
Symbolistis is een geslacht van vlinders van de familie tastermotten (Gelechiidae).

## Soorten
- S. argyromitra Meyrick, 1904
- S. orophota Meyrick, 1904